# Walt Davis
Walt Davis (* 5. Januar 1931 in Beaumont, Texas als Walter Francis „Buddy“ Davis; † 17. November 2020 in Port Arthur, Texas) war ein US-amerikanischer Hochspringer und Basketballspieler.
1952 wurde er US-Meister und siegte bei den Olympischen Spielen in Helsinki mit einer Höhe von 2,04 Metern. 1953 verteidigte er seinen nationalen Titel mit der Weltrekordhöhe von 2,12 Metern.
Nach seinem Olympiasieg wurde Davis 1952 Basketballprofi. Er spielte fünf Saisons für die Philadelphia Warriors und die St. Louis Hawks. Mit den Warriors wurde er 1956 und mit den Hawks 1958 Meister der National Basketball Association (NBA).
Nach dem Ende seiner Sportlerkarriere arbeitete Davis im Bankwesen und war Zivilangestellter der United States Coast Guard. Er starb im November 2020 im Alter von 89 Jahren.